# Olivier Guimond (Schauspieler, 1893)

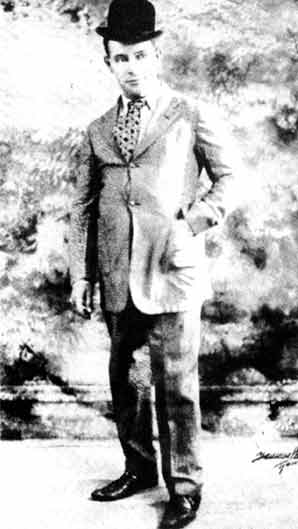
Olivier Guimond

Olivier Guimond père (Ti-Zoune; Tizoune; * 18. März 1893 in Greater Sudbury; † 9. Oktober 1954 in Montreal) war ein kanadischer Schauspieler und Komiker.
Guimond debütierte als englischsprachiger Schauspieler in der Region Ottawa während des Ersten Weltkrieges im Duo mit dem New Yorker Vaudeville-Darsteller Nosey Black. Später schloss er sich der Theatertruppe von Arthur Pétrie an, zunächst als Transport- und Bühnenarbeiter. Bald wurde dort aber seine schauspielerische Begabung erkannt. Mit Tizoune schuf er eine Kunstfigur von universeller Inkompetenz, die gern mit Chaplins Tramp verglichen wurde.  Mit Rose Ouellette trat er regelmäßig als Boune et Tizoune auf. 
1922 trennte er sich von der Troupe Pétrie und gründete eine eigene Schauspieltruppe mit seiner Frau Effie Mac als Hauptdarstellerin und Tänzerin. 1930 fusionierten die beiden Truppen und dominierten dann für 20 Jahre mit Auftritten am Thêátre National die Szene des burlesken Theaters in Québec.

## Quelle
- Cahiers de théâtre Jeu, Hélène Beauchamp: "Dictionnaire des artistes du théâtre québécois",  Québec Amerique, 2008, ISBN 9782764421574, S. 2002–03

| Personendaten    | Personendaten                        |
| ---------------- | ------------------------------------ |
| NAME             | Guimond, Olivier                     |
| ALTERNATIVNAMEN  | Ti-Zoune; Tizoune                    |
| KURZBESCHREIBUNG | kanadischer Schauspieler und Komiker |
| GEBURTSDATUM     | 18. März 1893                        |
| GEBURTSORT       | Greater Sudbury                      |
| STERBEDATUM      | 9. Oktober 1954                      |
| STERBEORT        | Montreal                             |